# 明照乡
明照乡，是中华人民共和国湖南省株洲市荷塘区下辖的一个乡镇级行政单位。

## 行政区划
明照乡下辖以下地区：
东流村、青草坝村、菱塘村、亭子前村、北塘村、曹家塘村、茶园村、道岭村、明照村、桐梓坪村、新市村、龙洲村和星星村。